# Tarzan the Mighty
Tarzan the Mighty é um seriado estadunidense de 1928, gênero aventura, dirigido por Jack Nelson e Ray Taylor, em 15 capítulos, estrelado por Frank Merrill como Tarzan, Natalie Kingston e Al Ferguson. Baseado no livro 
Jungle Tales of Tarzan, de Edgar Rice Burroughs, foi adaptado por Ian McClosky Heath e Jack Nelson. Produzido e distribuído pela Universal Pictures, veiculou nos cinemas estadunidenses entre 29 de outubro de 1928 e 5 de fevereiro de 1929.
Tarzan the Mighty teve uma seqüência em 1929, o seriado Tarzan the Tiger, também da Universal Pictures e também interpretado por Frank Merrill.
Este seriado é considerado perdido.

## Sinopse
Maria e Bobby Trevor são amigos. Quando Lord Greystoke chega, procurando o herdeiro da família, John Black tenta preencher esse papel e se casar com Mary, na Inglaterra, porém Tarzan aparece e se casa com ela.

## Elenco
- Frank Merrill … Tarzan. Joe Bonomo estava no elenco para interpretar Tarzan mas, enquanto filmava Perils of the Wild, fraturou sua perna esquerda e ficou bastante ferido em uma cena.[3][4] O diretor Jack Nelson lembrou de Frank Merill, que trabalhara com ele em uma produção anterior, Perils of the Jungle (1927)[3] e The Adventures of Tarzan, de 1921, em que Merrill dublara Elmo Lincoln.[4] Ele considerou que Merrill seria um substituto natural e o ator começou a filmar na manhã seguinte.[3][4]
- Al Ferguson … Black John
- Natalie Kingston … Mary Trevor. Não há Jane nessa produção. Kingston fazia a personagem Mary Trevor, interesse amoroso de Tarzan.[3][4] No seriado seguinte, Tarzan the Tiger, Natalie Kingston novamente foi escalada como o interesse amoroso de Tarzan, Kingston interpreta a tradicional personagem Lady Jane, ao invés de Mary Trevor.
- Bobby Nelson … Bobby Trevor, irmão de Mary
- Lorimer Johnston … Lord Greystoke, tio de Tarzan

## Capítulos
1. The Terror of Tarzan
2. The Love Cry
3. The Call of the Jungle
4. The Lion's Leap
5. Flames of Hate
6. The Fiery Pit
7. The Leopard's Lair
8. The Jungle Traitor
9. Lost in the Jungle
10. Jaws of Death
11. A Thief in the Night
12. The Enemy of Tarzan
13. Perilous Paths
14. Facing Death
15. The Reckoning

## Produção
Após o fracasso de Tarzan and the Golden Lion, estrelado por James Pierce, a distribuidora Film Booking Offices of America (FBO) não fez nenhuma sequência. A Universal Pictures pagou a Burroughs um montante não revelado para fazer um novo seriado de Tarzan baseado em Jungle Tales of Tarzan. O seriado foi renomeado Tarzan the Mighty.
Merrill, que fora o campeão nacional de ginástica de 1916 a 1918, conseguia se balançar em uma corda com Kingston em seu braço. A filmagem foi mais tarde estudada pela MGM para fazer Tarzan the Ape Man (1932) e nas séries subseqüentes, com Johnny Weissmuller.
A produção começou em 12 de abril e terminou em 28 de outubro de 1928. Originalmente, o seriado foi organizado para ter 12 capítulos, mas ao longo da produção, foi aumentado para 15. Tarzan the Mighty teve uma sequência, Tarzan the Tiger, com muitos do elenco retornando (em funções ligeiramente diferentes, em alguns casos). Na verdade, foi planejada uma trilogia para o seriado de Tarzan com Frank Merrill. O terceiro episódio se chamaria Tarzan the Terrible. No entanto, a voz de Merrill foi considerada inadequada para filmes sonoros, e a sequência foi cancelada.

## Romance
Originalmente publicado como em 1928 como uma série de 15 partes publicadas em jornais e publicado como um livro (ISBN 9781435749719) pela ERBville Press em 2005.

### Capítulos
1. Jungle King
2. Queen of His Kind
3. Black John Plots
4. A Pawn of Passion
5. Tantor Trumpets
6. Giant Emotions
7. Flaming Hate
8. Mock Marriage
9. Black John's Revenge
10. The Imposter
11. The Stolen Heritage
12. Treachery Higher Up
13. A Thief in the Night
14. Momentary Triumph
15. The Day of Reckoning